# Język makalero
Język makalero, także maklere – język papuaski używany w Timorze Wschodnim, przez grupę ludności w poddystrykcie Iliomar (dystrykt Lautém). Według danych z 2011 roku posługuje się nim 6500 osób.
Należy do rodziny transnowogwinejskiej, a konkretniej do grupy timor-alor-pantar, nie jest zatem spokrewniony z ogólnokrajowym językiem tetum. W powszechnym użyciu są również języki tetum (w dialekcie tetun-dili) i indonezyjski.
Dawniej był uznawany za dialekt języka makasae (makasai). Sami jego użytkownicy mają własną tożsamość językową. Publikacja Glottolog (4.6) wciąż rozpatruje makasae i makalero jako dialekty jednego języka. Występuje między nimi pewien stopień wzajemnej zrozumiałości. Makalero cechuje się jednak bardziej złożoną morfologią.
Pobliski dialekt sa’ani (saʔani, sá-âni) z poddystryktu Luro uchodzi za odrębny język, nie jest jasny jego stosunek do makalero i makasae.
Sporządzono słownik (Makalero Disionariu / Makalero Dicionário, 2004) i opis jego gramatyki (A grammar of Makalero: A Papuan language of East Timor, 2011) . Jest zapisywany alfabetem łacińskim.